# SpamAssassin
SpamAssassin — платформа для організації фільтрації спаму, заснована на взаємодії ключових компонентів — оцінного сервісу, транспортного агента та бази шаблонів листів. SpamAssassin використовує баєсову фільтрацію, обробку DNSBL, Sender Policy Framework, DomainKeys, DKIM, Razor та інші методи розпізнавання спаму. 
У SpamAssassin реалізований комплексний підхід у прийнятті рішення про блокування: повідомлення піддається ряду перевірок (контекстний аналіз, чорні і білі списки DNSBL, баєсовські класифікатори, що навчаються, перевірка за сигнатурам, автентифікація відправника по SPF і DKIM тощо).  Після оцінки повідомлення різними методами, накопичується певний ваговий коефіцієнт.  Якщо обчислений коефіцієнт перевищує певний поріг — повідомлення блокується або позначається як спам.  Підтримуються засоби автоматичного оновлення правил фільтрації.  Пакет може використовуватися як на клієнтських, так і на серверних системах.
Є проектом верхнього рівня в Apache Software Foundation.
SpamAssassin є одним з найефективніших і широковживаних платформ для фільтрації спаму.  За даними січневої 2014 року статистики завантаження оновлень правил фільтрації спаму пакет використовується на понад мільйоні поштових серверів.  Поряд з http-сервером Apache, SpamAssassin включений виданням Файл:EWeek в список 11 технологій Apache, які змінили комп'ютерні системи за останні 10 років.

## Режими роботи
SpamAssassin написаний на мові Perl (модуль Mail::SpamAssassin в CPAN).  Зазвичай він використовується для фільтрації вхідної пошти одному або декільком користувачам.  Він може бути запущений як окремий застосунок, як частина іншої програми, або як клієнт (spamc), який взаємодіє з демоном (spamd).  Останній спосіб має вищу швидкодію, але в деяких умовах може створити загрозу для безпеки. 

## Використання
SpamAssassin поставляється з великим набором правил, які визначають, які листи є спамом, а які ні.  Більшість правил ґрунтується на регулярних виразах, які зіставляються з тілом або назвою повідомлення, але SpamAssassin також використовує й інші методики.  У документації SpamAssassin ці правила називаються «tests». 
Кожен тест має деяку «вартість».  Якщо повідомлення успішно проходить тест, ця «вартість» додається до загального балу.  Вартість може бути позитивною або негативною, позитивні значення називаються «spam», негативні «ham».  Повідомлення проходить через всі тести, підраховується загальний бал.  Чим вищий бал, тим більше ймовірність, що повідомлення є спамом. 
У SpamAssassin є настроюваний поріг, при перевищенні якого лист буде класифіковано як спам.  Зазвичай поріг такий, що лист повинен підійти за кількома критеріями; спрацьовування тільки одного тесту недостатньо для перевищення порога. 

## sa-compile
sa-compile — утиліта, що поставляється зі SpamAssassin починаючи з версії 3.2.0.  Вона компілює набір правил SpamAssassin в детермінований скінченний автомат, що дозволяє ефективніше використовувати процесор.

## Тестування SpamAssassin
Тестують SpamAssassin стандартної сигнатурою GTUBE.

## Виноски
1. ↑  SpamAssassin: News and Announcements. Архів оригіналу за 15 вересня 2015. Процитовано 11 лютого 2014.
2. ↑  Увидел свет Apache SpamAssassin 3.4.0 [Архівовано 22 лютого 2014 у Wayback Machine.] // opennet.ru 11.02.2014